# يوحنا الرابع لاسكاريس
يوحنا الرابع لاسكاريس (أو دوكاس لاسكاريس) ((باليونانية: Ἰωάννης Δ)‏΄ Δούκας Λάσκαρις, Iōannēs IV Doukas Laskaris) (25ديسمبر، 1250 – حوالي 1305) كان إمبراطور نيقية من 18 أغسطس 1258 إلى 25 ديسمبر 1261. كانت هذه الإمبراطورية واحدة من الولايات اليونانية التي تشكلت من الأجزاء الباقية من الإمبراطورية البيزنطية، بعد استيلاء الروم الكاثوليك على القسطنطينية خلال الحملة الصليبية الرابعة عام 1204.

## مزيد من الإطلاع
- The Oxford Dictionary of Byzantium, Oxford University Press, 1991.

| يوحنا الرابع لاسكاريس سلالة لاسكاريسولد: 25 ديسمبر 1250 توفي: غير معروف 1305 |                                                                 |                              |
| ألقاب الحكم                                                                  |                                                                 |                              |
| سبقه ثيودور الثاني لاسكاريس                                                  | إمبراطور نيقية 1258–1261 مع ميخائيل الثامن باليولوج (1259–1261) | تبعه ميخائيل الثامن باليولوج |